# Géographie des îles Galápagos

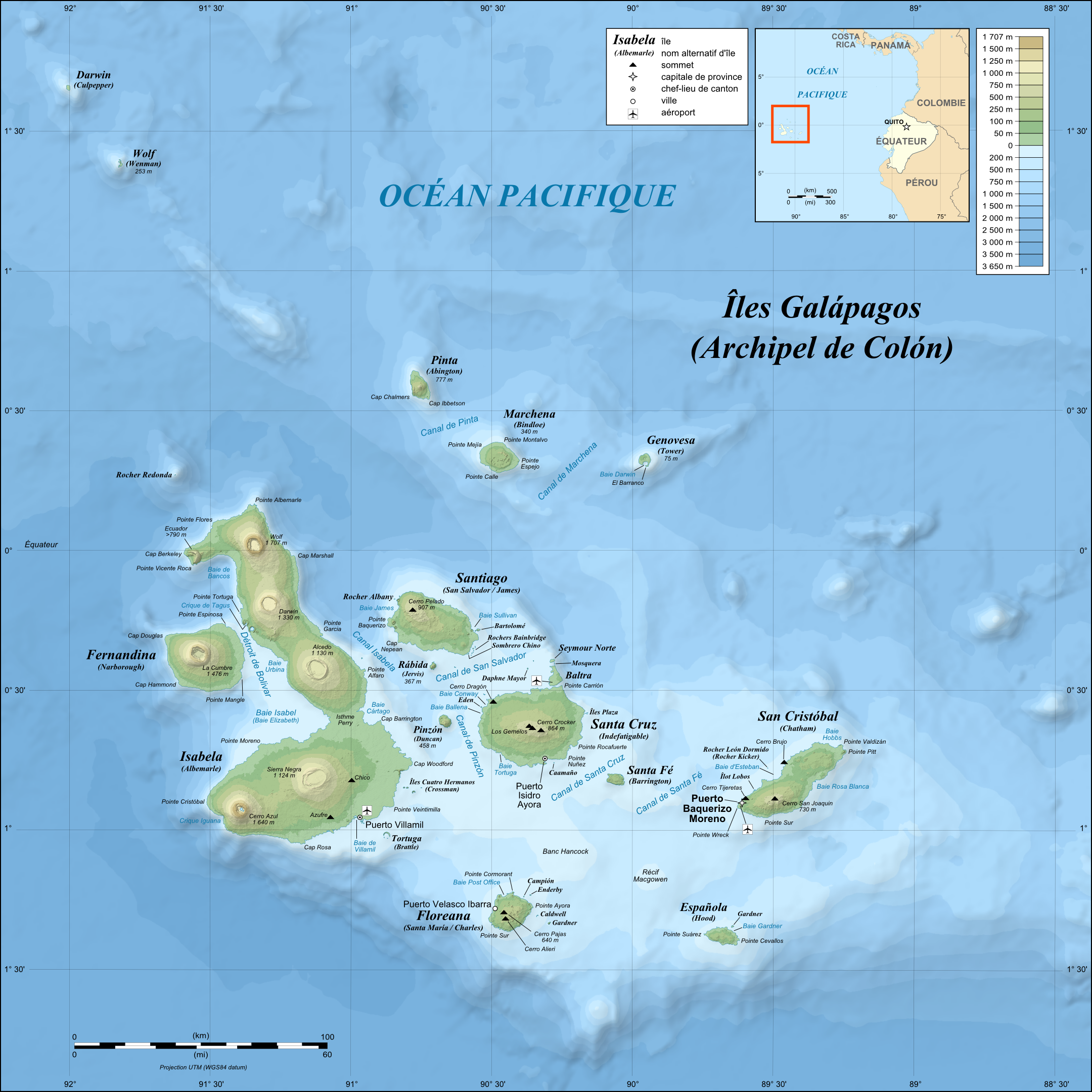
Carte topographique et bathymétrique de l'archipel.

L'archipel des Galápagos est situé dans l'océan Pacifique sud, à environ 965 km à l'ouest du continent sud-américain. Il couvre 7 882 km2 pour une population d'environ 10 000 habitants et constitue la province des Galápagos, une des 24 provinces de l'Équateur, divisée en trois cantons.

## Géographie de l'archipel
L'archipel est, sur une carte du monde, dans l'hémisphère occidental, dans le Nord-Est de l'Océan Pacifique sud, à l'ouest de la côte de l'Amérique du Sud. Il appartient à l'Équateur et compte une vingtaine d'îles et une quarantaine d'îlots qui sont les parties émergées d'édifices volcaniques surgis du fond océanique durant le Cénozoïque à la limite des plaques tectoniques de Cocos et de Nazca. Il est baigné par le courant de Humboldt, ce qui explique la présence d'espèces d'origine antarctique (laminaires, otaries, manchots) parmi une flore et faune marines et terrestres d'origine surtout tropicale.

## Les îles principales
L'île San Cristóbal abrite le siège des autorités équatoriennes, installées à Puerto Baquerizo Moreno (environ 3 000 habitants). La ville accueille l'un des deux aéroports de l'archipel pour des lignes régulières avec le continent. Elle a une superficie de 558 km2.
L'd'île Isabela est la plus étendue des îles de l'archipel. Avec 4 588 km2, elle occupe plus de la moitié de la superficie de l'archipel. C'est également sur Isabela que se trouve le point culminant des Galápagos, avec le volcan Wolf (1 710 mètres). La côte sud d'Isabela accueille la ville de Puerto Villamil (environ 2 000 habitants). Le nord de l'île est traversé par l'équateur terrestre.
L'de île Santa Cruz occupe 986 km2, ce qui en fait la deuxième île par son étendue. Son point culminant est le Cerro Crocker (864 mètres). Elle accueille la ville de Puerto Ayora, la ville la plus peuplée de l'archipel (environ 6 000 habitants), ainsi que le centre de recherches sur le biodiversité « Charles Darwin ».